# Sudden Lights
Sudden Lights — латвійський інді-рок гурт, заснований 2012 року в Ризі. Представники Латвії на конкурсі пісні «Євробачення-2023» зі синглом «Aijā».

## Історія створення
Гурт заснували 2012 року Андрейс Рейніс Зітманіс та Мартінс Матіс Земітіс, коли обидва навчалися в музичній школі в Ризі. Інші члени — Карліс Матісс Зітманіс та Карліс Вартиниш — приєдналися до гурту 2014 року.
2015 року гурт виграв конкурс музикантів First Record (латис. Pirmā plate). Першим призом конкурсу стала нагода записати пісню. Гурт використав свій приз для запису синглу «Tik Savadi», який став їхньою першою опублікованою піснею.
22 вересня 2017 року гурт випустив дебютний альбом «Priekšpilsētas», який містить 10 пісень латиською та англійською мовами. Перший самоорганізований концерт гурту, на якому вони виконали пісні з альбому, відбувся в будинку музики «Дайле» в Ризі 12 квітня 2018 року.

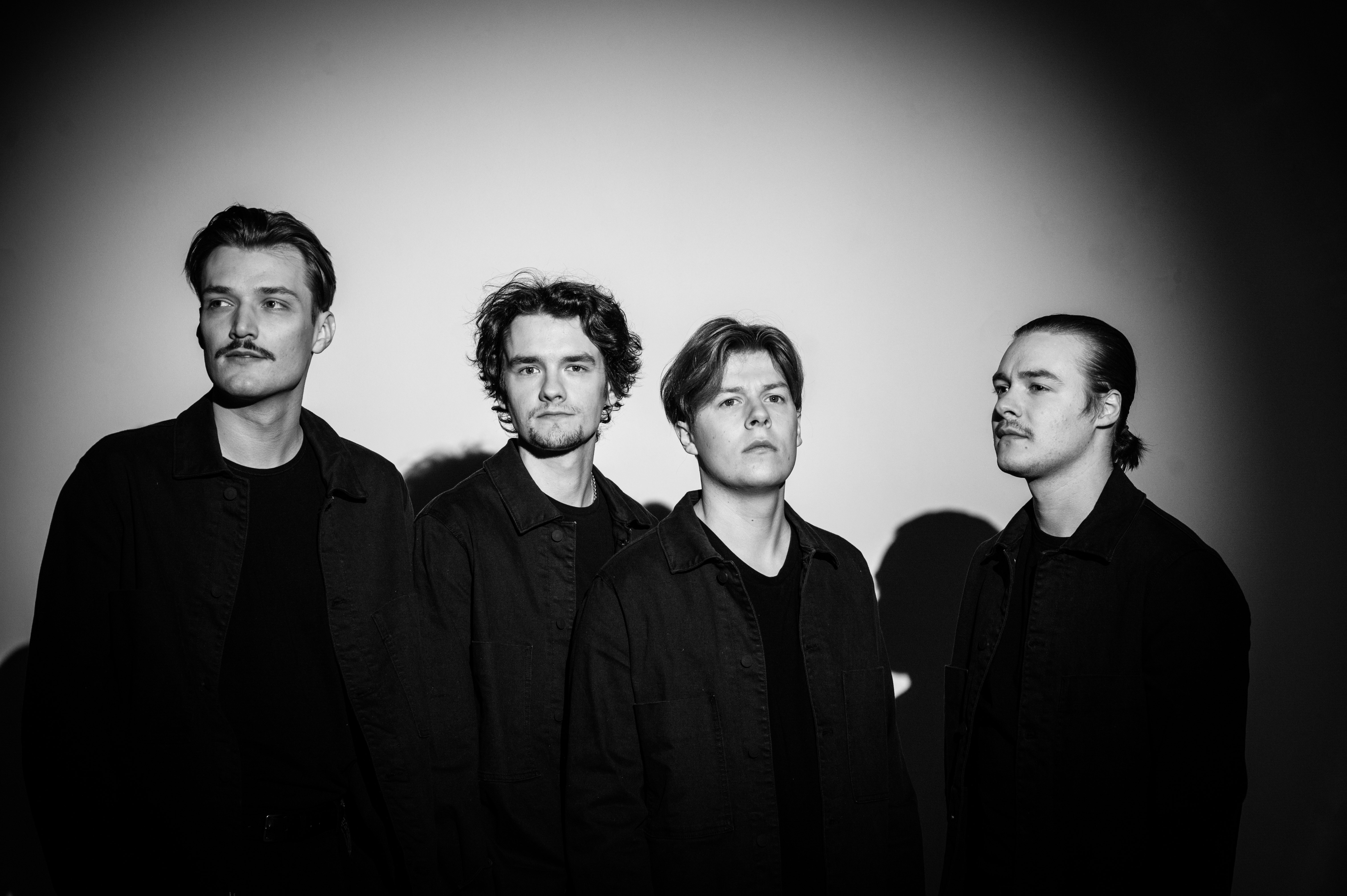
Sudden Lights у 2022 році

На початку 2018 року «Sudden Lights» взяли участь у національному відбірковому конкурсі Латвії на «Євробачення-2018» (латис. Supernova 2018) із піснею «Just Fine», заключним треком їхнього дебютного альбому, і посіли друге місце.
У 2018 році латвійський поп-рок гурт «Brainstorm» з виходом свого тринадцятого студійного альбому «About the Boy Who Plays the Tin Drum» оголосив про концертний тур, у якому вони привезуть із собою «Sudden Lights» як розігрів для всіх своїх концертів. Заключний концерт туру на сцені Межапарку просто неба в Ризі відвідали 60 000 людей.
11 жовтня 2019 року випущено другий альбом «Sudden Lights» «Vislabāk ir tur, kur manis nav» Наприкінці лютого 2020 року гурт розпочав свій перший концертний тур по Латвії. Вони виступали у Валміері, Лієпаї та Алуксне до того, як пандемія COVID-19 змусила їх скасувати заключний концерт, запланований на 20 березня у Ризі.
Третій альбом гурту, «Miljards vasaru», випущено в травні 2022 року, а концертний тур альбому відбувся в чотирьох містах Латвії восени 2022 року. «Miljards vasaru» номіновано на латвійську премію звукозапису «Zelta Mikrofons 2023» як найкращий попальбом. Запис концерту, як і дизайн альбому, отримав номінацію, а дві пісні отримали номінацію народного голосування серед кращих пісень року.

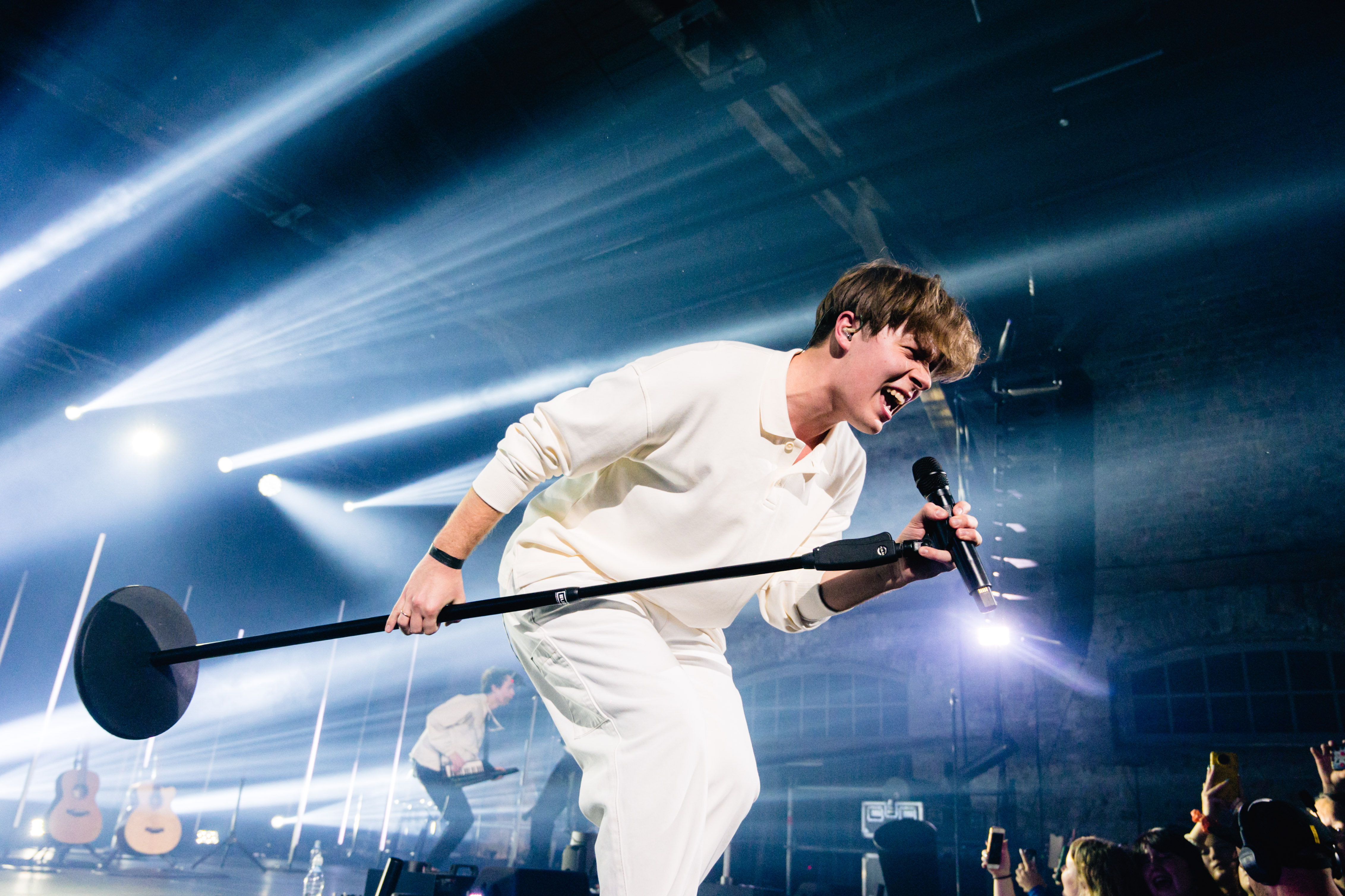
Андрейс Райніс Зітманіс із «Sudden Lights» на шоу Ханзаса Перонса (2022)

У січні 2023 року «Sudden Lights» взяли участь у національному відборі (латис. Supernova 2023) з піснею «Aijā». Група виграла конкурс і здобула право представляти Латвію на конкурсі пісні «Євробачення-2023».